# Mürrigerstraße 6 (Mönchengladbach)

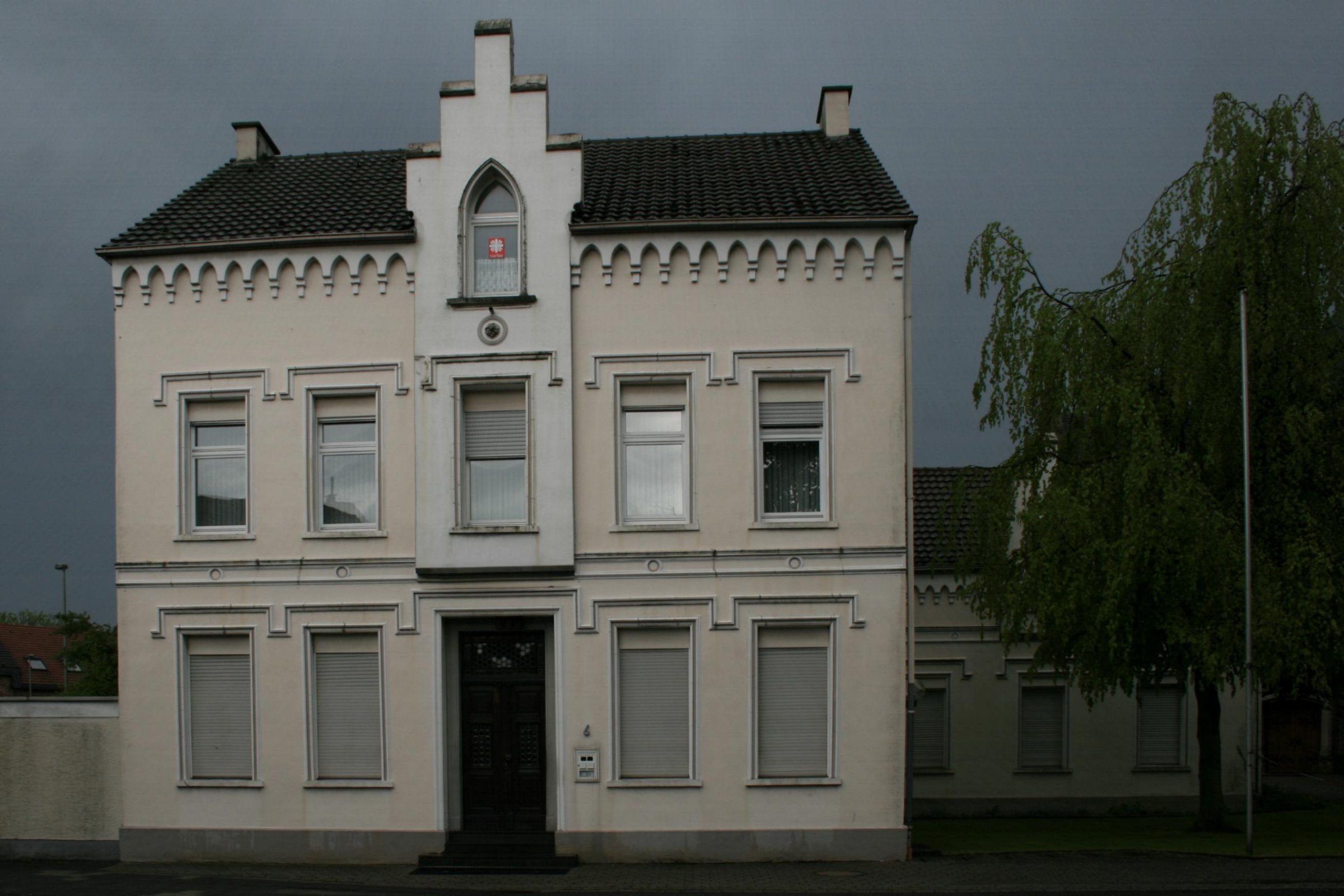
Pfarrhaus (2010)

Das Pfarrhaus Mürrigerstraße 6 steht im Stadtteil Venn in Mönchengladbach (Nordrhein-Westfalen), Mürrigerstraße/Grottenweg.
Das Kreuz wurde 1868/1869 erbaut. Es ist unter Nr. M 056 am 7. Juli 2003 in die Denkmalliste der Stadt Mönchengladbach eingetragen worden.

## Lage
Das Objekt liegt unmittelbar nördlich der katholischen Pfarrkirche St. Mariä-Empfängnis an der Mürrigerstraße und gegenüber einem kleinen, mit Platanen bestandenen Platz, auf dem das Hochkreuz steht.

## Architektur
Das Pfarrhaus besteht aus zwei über Eck aneinanderstoßenden Baukörpern. Unmittelbar an der Mürrigerstraße steht der größere der beiden Bauteile, ein traufständiges, zweigeschossiges, fünfachsiges und verputztes Gebäude unter Satteldach. Zurückversetzt folgt ein eingeschossiger, verputzter Baukörper unter Satteldach. Die straßenparallel ausgerichtete Schaufassade des Hauptbaus wird dominiert durch einen flach im ersten Obergeschoss und Dachgeschoss vorspringenden Mittelerker über dem in der mittleren Achse angeordneten Hauszugang.
Der Hauszugang ist mit neu belegter, dreistufiger Treppenanlage und doppelflügeliger Holztür. Original erhaltene und kassettierte Türflügel mit Bleiverglasung, Bleiverglasung ebenfalls im Oberlicht. Tür- und Fensteröffnungen in schlichter, profilierter Stuckrahmung, Fenster mit schlichten Sohlbänken. Ein Gurtgesims trennt das Erdgeschoss vom ersten Obergeschoss. Der flache Mittelerker endet in der Dachzone als Treppengiebel über einem spitzbogigen Dachgeschoss-Fenster. Das die Fassade abschließende Kranzgesims mit neogotischem Spitzbogenfries auf gestuften Konsolen leitet zur Dachfläche über.
Alle Fensterrahmen wurden unpassend als Einscheibenflügel mit Oberlicht erneuert. Abgehängte Decken in den beiden Hauptgeschossen bedingen die z. T. verschlossenen Oberlichte der Traufseite. Das Dach ist eingedeckt mit Muldenziegeln aus Ton, der Erker trägt eine Schiefereindeckung in Altdeutscher Deckart. Im Eingangsbereich des Erdgeschosses liegen Mettlacher Fliesen in geometrischen, einfachen Mustern. Die Innentüren wurden modern erneuert. An die rückwärtige südöstliche Gebäudeecke schließt sich ein eingeschossiger, dreiachsiger Putzbau im gleichen Formenvokabular wie das Haupthaus an.
Das Objekt ist aus städtebaulichen, ortsgeschichtlichen und architekturgeschichtlichen Gründen als Denkmal unbedingt schützenswert.